# Взрывы в Уоррингтоне
Два взрыва в британском Уоррингтоне (англ. Warrington bombings, ирл. Buamáil Warrington) прогремели в начале 1993 года. Первый взрыв произошел 26 февраля на газохранилище. Был нанесен значительный урон, однако обошлось без жертв. Террористы-подрывники, убегавшие с места происшествия, ранили полицейского из огнестрельного оружия. Двое из них были пойманы в ходе автомобильной погони. Во время второй атаки, произошедшей 20 марта, взорвалось два небольших взрывных устройства, установленных в мусорных контейнерах за пределами магазинов и офисных зданий на Бридж Стрит в Уоррингтоне. В результате этой атаки погибло двое детей и множество людей получили ранения.
Ответственность за теракты взяла на себя Временная Ирландская республиканская армия (ИРА). Впоследствии в соучастии подозревали британскую левую политическую организацию Red Action, что, впрочем, так и не было доказано. С начала 1970-х годов ИРА проводила террористические атаки в Северной Ирландии и Великобритании, целью которых было оказать давление на британской правительство и заставить их признать независимость Северной Ирландии. Взрыв 20 марта был широко освещен в СМИ и вызвал массовые протесты против ИРА в Дублине.

## Первая атака

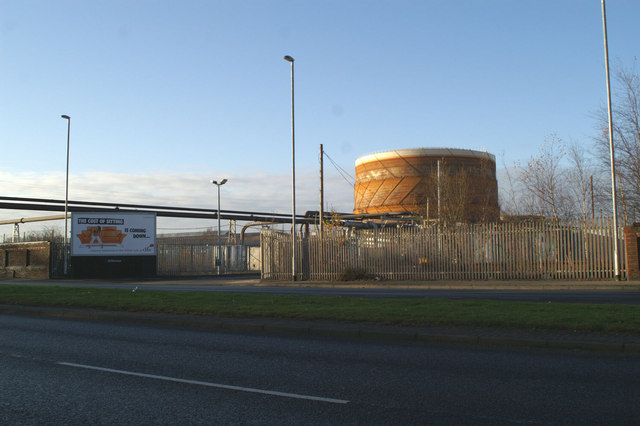
Место первого взрыва

В ночь на 25 февраля 1993 три члена ИРА установили бомбы на газгольдере на дороге Уинвик в Уоррингтоне. В 23:45 полицейский остановил фургон с тремя людьми на улице Санкей. Когда полицейский начал задавать вопросы, члены ИРА произвели три выстрела из огнестрельного оружия и скрылись на фургоне. Спустя, примерно, час, они угнали машину в общине Лимм, положили водителя в багажник и отправились в сторону Манчестера. Около часа ночи полицейские нашли автомобиль и начали преследовать его по автомагистрали M62 в направлении Уоррингтона. Во время погони началась перестрелка, в результате которой пострадали две полицейские машины. Полиция догнала и остановила машину около деревни Крофт, в Чешире. В результате были арестованы двое членов ИРА: Падриг МакФлоин (Páidric MacFhloinn, 40 лет) и Денис Кинсела (Denis Kinsella, 25 лет). Третий участник атаки, Михаэль Тиммис (Michael Timmins), сбежал. 26 февраля в 4:10 утра прозвучал взрыв на газохранилище (огненный шар от взрыва достигал 1000 футов (300 м), в результате чего был причинен значительный ущерб объекту. После прибытия на место экстренных служб было эвакуировано порядка 100 человек из близлежащих домов. В течение утра было много неудобств для населения, так как полиция установила множество блокпостов, а поезда пускались в обход Уоррингтона.
В 1994 году МакФлоин был приговорен к 35 годам тюремного заключения, Кинселла к 25 годам за участие в теракте. Джона Кинселла (John Kinsella, 49 лет) приговорили к 20 годам за хранение взрывчатого вещества Семтекс.

## Вторая атака
Примерно в полдень 20 марта 1993 года, организация «Самаритяне» в Ливерпуле по телефону получили предупреждение о заложенной бомбе. Согласно информации полученной от полиции, звонящий сообщил лишь то, что бомба заложена за пределами аптеки Boots (Boots UK). Полиция Мерсисайда отправила офицеров к магазину и предупредила полицию Чешира, которая патрулировала окрестности Уоррингтона. Спустя полчаса (примерно в 12:25), были взорваны две бомбы на Бридж-стрит в Уоррингтоне, примерно в 100 ярдов (90 м) друг от друга. Взрывы произошли с разницей около минуты. Одна взорвалась у магазина Boots UK и Макдональдса, другая у магазина Argos. Улицы были наполнены прохожими. Свидетели рассказали, что после первого взрыва прохожие устремились в сторону второго взрыва. Позже было установлено, что бомбы были помещены в чугунные урны, что вызвало множество осколков при взрыве. Во время эвакуации людей с места теракта были привлечены автобусы, а также 20 парамедиков и 17 экипажей скорой помощи.
На месте погиб 3-летний Джонатан Болл. Он был в городе со своей няней, покупая открытку ко Дню Матери. Второй жертвой стал 12-летний Тим Перри, получивший тяжелые раны. Он умер 25 марта 1993, когда его отключили от машины искусственного жизнеобеспечения, так как тесты показывали практически отсутствующую активность мозга. 54 человека были ранены, из них четверо получили серьёзные ранения. Одной из выживших, 32-летней Bronwen Vickers, матери двух дочерей, пришлось ампутировать ногу. Чуть более года спустя она умерла от рака.

На следующий день после теракта Временная ИРА, признав участие в теракте, выступила с заявлением:
Ответственность за трагические события и смерти, произошедшие вчера в городе Уоррингтоне, целиком и полностью лежит на Британской власти, которая сознательно игнорировала конкретные и своевременные предупреждения.
 Через день представитель ИРА уточнил, что «два конкретных предупреждения» были даны «своевременно», одно «Самаритянам» и одно полиции Мерисайда. Он добавил: «Вы не будете давать предупреждения, если у вас есть намерение убить». Помощник шефа полиции Чешира отрицал «точность» второго предупреждения:
Да, мы получили предупреждение за полчаса до взрыва, но ни слова об Уоррингтоне. Если ИРА думает, что они могут переложить свою ответственность за это ужасное действие таким бессмысленным заявлением, то они, к сожалению, недооценили осведомленность британской общественности.
 В сентябре 2013 года в рамках телевизионной программы Inside Out от BBC North West было высказано предположение, что теракт мог быть результатом работы «отдельной» единицей ИРА, получившей поддержку основной ИРА, однако действующей независимо, характеризовавшейся левым экстремизмом и использовавшей агентов, действующих в Британии, дабы избежать подозрений. В ходе передачи было высказано предположение, что бомбы были установлены членами левой партии Red Action.

## Последствия
Смерть двух детей вызвала гнев общественности, а также широкое освещение в СМИ взрывов 20 марта. Вскоре после взрывов в Дублине была создана организация Peace '93. Главным организатором выступила Сьюзен Макхью, домохозяйка и мать. 25 марта 1993 года в Дублине был проведен мирный митинг, в котором приняли участие несколько тысяч человек. Перед зданием главного почтамта активисты подписали книгу соболезнований и собрали цветы и венки, которые должны были быть отправлены в Уоррингтон на похороны мальчиков. Однако некоторые подвергали критике Peace '93 за то, что они фокусировались только на насилии со стороны ИРА и не реагировали на смерть детей в Северной Ирландии.
24 марта 1993 года Ассоциация обороны Ольстера застрелила члена Шинн Фейн в Белфасте. На следующий день были застрелены четверо католиков, включая членов ИРА, в Каслроке, а спустя несколько часов убит 17-летний католик в Белфасте. Рой Гринслад писал, что по сравнению с взрывами в Уоррингтоне эти смерти были практически проигнорированными СМИ в Великобритании, и он обвинил их в создании «иерархии» среди жертв.
1 апреля 1993 года Правительство Ирландии заявило о создании мер, облегчающих экстрадицию преступников из Ирландии в Великобританию.
В конце 1994 года ирландская рок-группа The Cranberries выпустила песню «Zombie», которая была написана солисткой Долорес О’Риордан под впечатлением от теракта в Уоррингтоне. Несмотря на то, что клип на песню был запрещён на BBC и RTÉ, песня стала мировым хитом и одним из антивоенных гимнов.
Родители Тима Перри основали Фонд поддержки имени Тима Перри в целях повышения понимания между Великобританией и Ирландией. Tim Parry-Johnathan Ball Foundation for Peace работал совместно с NSPCC (Национальное общество по предупреждению жестокого обращения с детьми) для основания «Центра мира» (The Peace Centre) недалеко от центра города Уоррингтон, который был открыт в 2000 году на седьмую годовщину со дня теракта. В его задачи входит содействие миру и взаимопониманию между всеми слоями населения, пострадавшим от конфликтов и насилия. Центр проводит ежегодные лекции о мире (peace lecture), а также является местным отделением NSPCC и Молодёжного клуба Уоррингтона.
Убийство Балла и Перри до сих пор находится в списке нераскрытых дел чеширской полиции.